# Svojetice
Svojetice jsou obec v okrese Praha-východ ve Středočeském kraji. Je jedinou obcí tohoto jména v České republice. Rozkládá se asi dvacet osm kilometrů jihovýchodně od centra Prahy a sedm kilometrů východně od města Říčany. Žije zde přibližně 1 300 obyvatel.

## Historie
První písemná zmínka o obci pochází z roku 1407.
Za socialismu Svojetice sloužily hodně jako rekreační oblast, bylo tam tehdy více chat než obytných domů. Řada chat se pak v posledních 30 letech přestavěla na trvalé bydlení, k tomu postupně přibývá nová výstavba, protože Svojetice leží v žádaném prstenci kolem Prahy, kam se stěhuje řada rodin s dětmi i dalších obyvatel. 

## Obyvatelstvo
| Rok            | 1869 | 1880 | 1890 | 1900 | 1910 | 1921 | 1930 | 1950 | 1961 | 1970 | 1980 | 1991 | 2001 | 2011 | 2021  |
| -------------- | ---- | ---- | ---- | ---- | ---- | ---- | ---- | ---- | ---- | ---- | ---- | ---- | ---- | ---- | ----- |
| Počet obyvatel | 410  | 426  | 427  | 408  | 397  | 399  | 411  | 345  | 372  | 328  | 341  | 333  | 404  | 817  | 1 300 |
| Počet domů     | 46   | 53   | 54   | 55   | 63   | 65   | 88   | 134  | 104  | 96   | 112  | 135  | 173  | 269  | 408   |

## Obecní správa
V letech 1850–1913 k obci patřil Tehovec a od 1. ledna 1980 do 15. února 1990 také Klokočná.

### Územněsprávní začlenění
Dějiny územněsprávního začleňování zahrnují období od roku 1850 do současnosti. V chronologickém přehledu je uvedena územně administrativní příslušnost obce v roce, kdy ke změně došlo:
- 1850 země česká, kraj Praha, politický okres Jílové, soudní okres Říčany[7]
- 1855 země česká, kraj Praha, soudní okres Říčany[7]
- 1868 země česká, politický okres Český Brod, soudní okres Říčany[7]
- 1898 země česká, politický okres Žižkov, soudní okres Říčany[8]
- 1921 země česká, politický okres Žižkov sídlo Říčany, soudní okres Říčany[9]
- 1925 země česká, politický i soudní okres Říčany[10]
- 1939 země česká, Oberlandrat Praha, politický i soudní okres Říčany[11]
- 1942 země česká, Oberlandrat Praha, politický okres Praha-venkov-jih, soudní okres Říčany[12]
- 1945 země česká, správní i soudní okres Říčany[13]
- 1949 Pražský kraj, okres Říčany[14]
- 1960 Středočeský kraj, okres Praha-východ[15]

### Obecní symboly
Znak a vlajka byly obci uděleny rozhodnutím předsedy Poslanecké sněmovny Parlamentu České republiky dne 9. října 2007.

## Společnost
V obci Svojetice (434 obyvatel) byly v roce 1932 evidovány tyto živnosti a obchody: 4 obchody s dřívím, 2 hostince, kovář, mlýn, obuvník, 7 rolníků, řezník, 4 obchody se senem a slámou, 3 obchody se smíšeným zbožím, trafika, zednický mistr.

## Přírodní a turistické zajímavosti
Jednou z přírodních atrakcí v okolí jsou Voděradské bučiny. Jde o národní přírodní rezervaci – rozlehlý bukový porost rozkládající se mezi Černými Voděrady, Jevany, Vyžlovkou, Louňovicemi a právě Svojeticemi.
Přes Svojetice míří do Voděradských bučin spousty cyklistů, ale i pěších turistů či houbařů.
Nachází se zde rovněž naučná stezka Po stopách kameníků, která začíná i končí u louňovického kamenického skanzenu, potom vede přes Struhařov, Svojetice, Srbín, Mukařov a Žernovku. Velká část 20kilometrové trasy prochází rovněž výše zmíněnou rezervací Voděradské bučiny. Jednotlivá zastavení seznamují turisty převážně s tradiční kamenickou minulostí regionu. 
Svojetice jsou také součástí svazku obcí Ladův kraj a vede přes ně cyklotrasa „Krajem Josefa Lady“.
Pro Svojetice jsou typické rozlehlé lesy, rozkládající se kolem obce ze tří stran. A také koně a cykloturistika.

## Zastupitelstvo obce
Obec má 9 členů zastupitelstva:
- Mgr. Martina Vedralová – starostka (uvolněná), předsedkyně komise stavební a územního plánování
- Tomáš Kárník – místostarosta (neuvolněný)
- Tomáš Halama – předseda školské komise, předseda kontrolního výboru
- Jakub Honc – předseda komise veřejného pořádku, dopravy, životního prostředí a odpadového hospodářství
- JUDr. Jan Jaroš – předseda finančního výboru
- Zdeňka Vejmelková – předsedkyně Kulturní a sportovní komise
- Ing. Pavel Churáček – člen zastupitelstva
- Jarmila Černá – členka zastupitelstva
- Hana Bajerová – členka zastupitelstva

## Doprava
Dopravní síť
- Pozemní komunikace – Obcí vede silnice II/113 Český Brod – Mukařov – Svojetice – Ondřejov – Chocerady – Divišov – Vlašim.
- Železnice – Železniční trať ani stanice na území obce nejsou. Nejbližší železniční stanicí jsou Strančice ve vzdálenosti 6 km ležící na trati 221 mezi Prahou a Benešovem.

Veřejná doprava
- Autobusová doprava – V obci mají zastávku autobusové linky 383 (Praha,Háje – Chocerady; v pracovních dnech 20 spojů, o víkendech 10 spojů) a 489 (Strančice – Mnichovice – Struhařov – Klokočná – Mukařov; v pracovních dnech 11 spojů, o víkendech 6 spojů) (dopravce Arriva Praha, s. r. o.).

## Školství
V obci se nachází nově postavená mateřská škola.
Probíhá výstavba nové Svazkové základní školy LOŠBATES pro děti ze Svojetic, Louňovic, Tehovce a Štíhlic.

## Fotogalerie

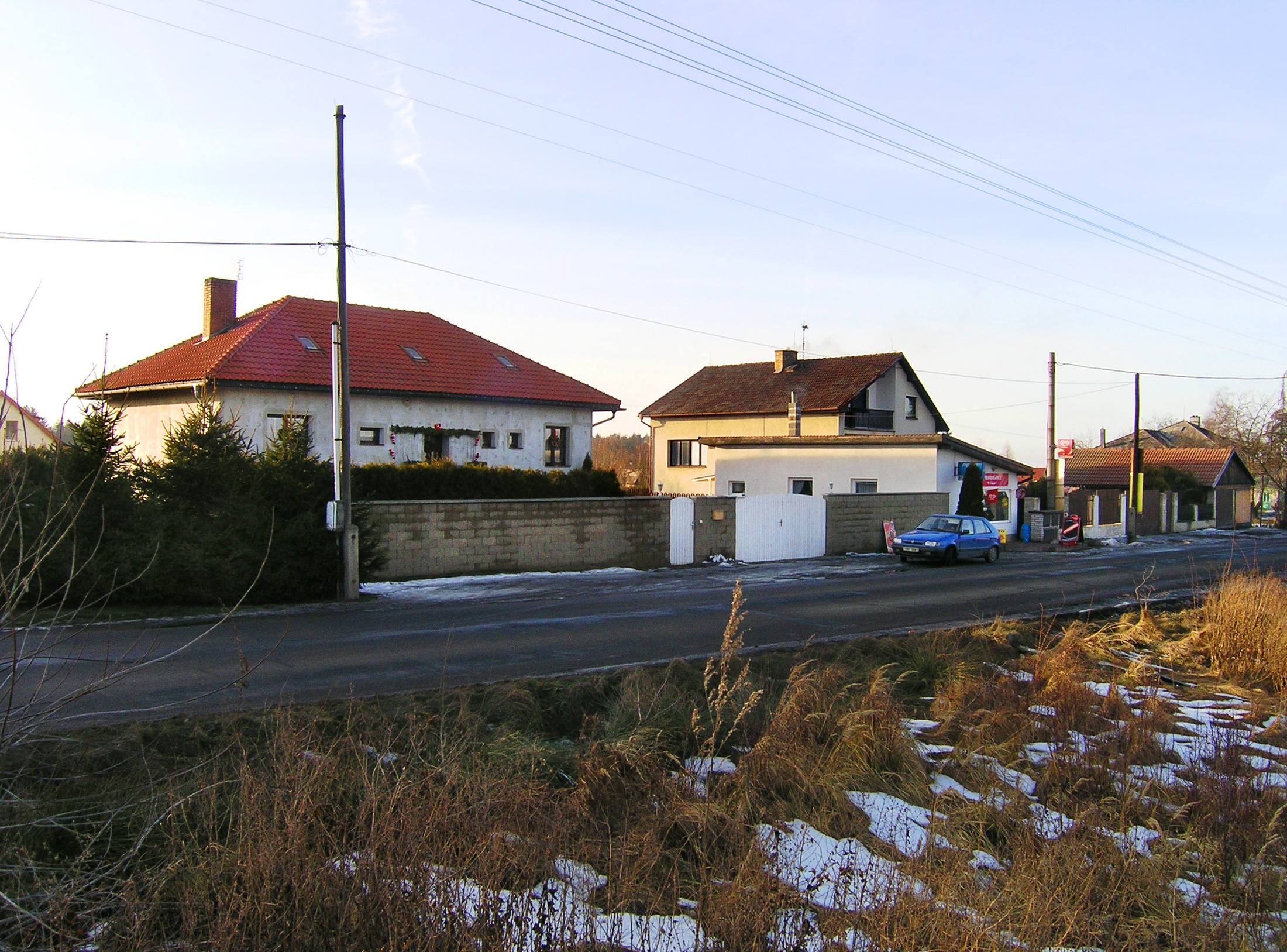
Jižní část Svojetic
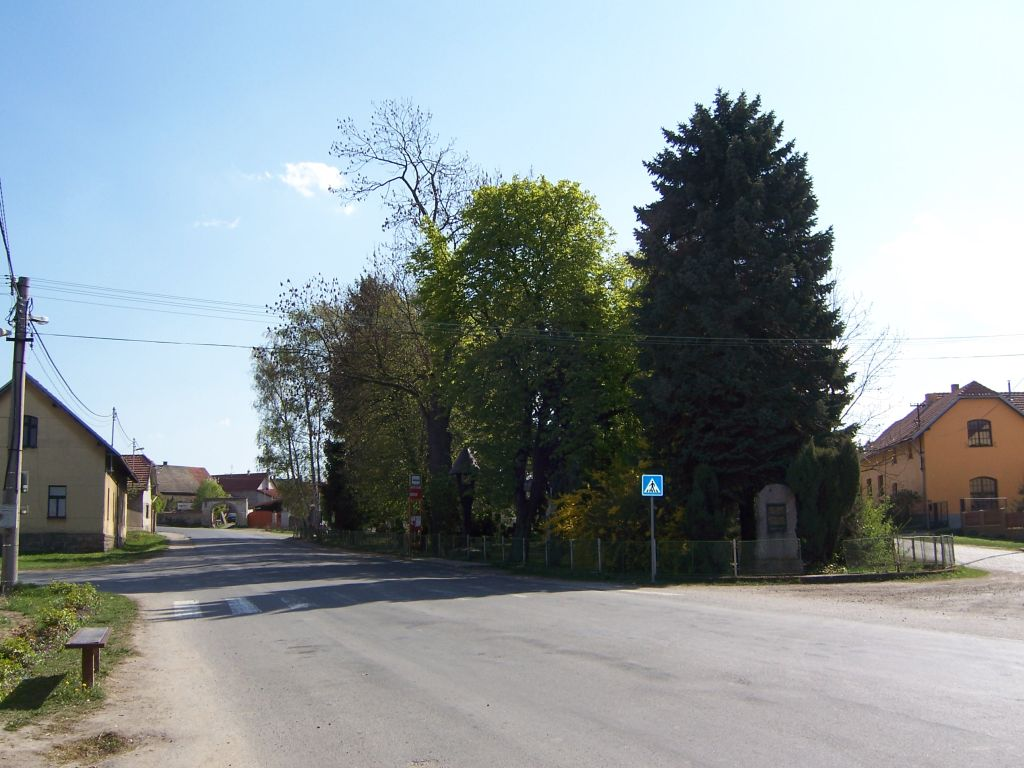
Náves v centru obce
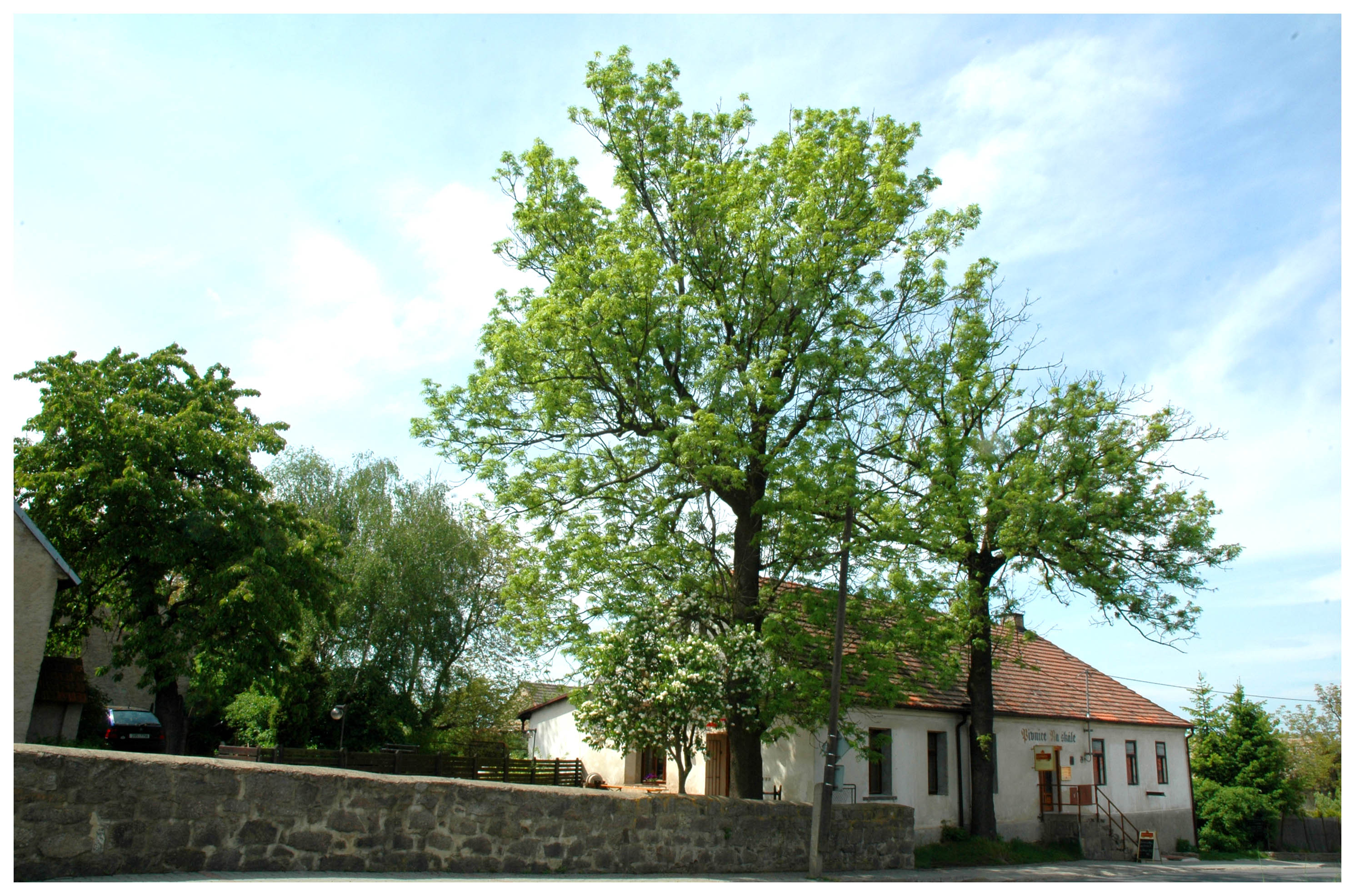
Hospůdka Na Skále
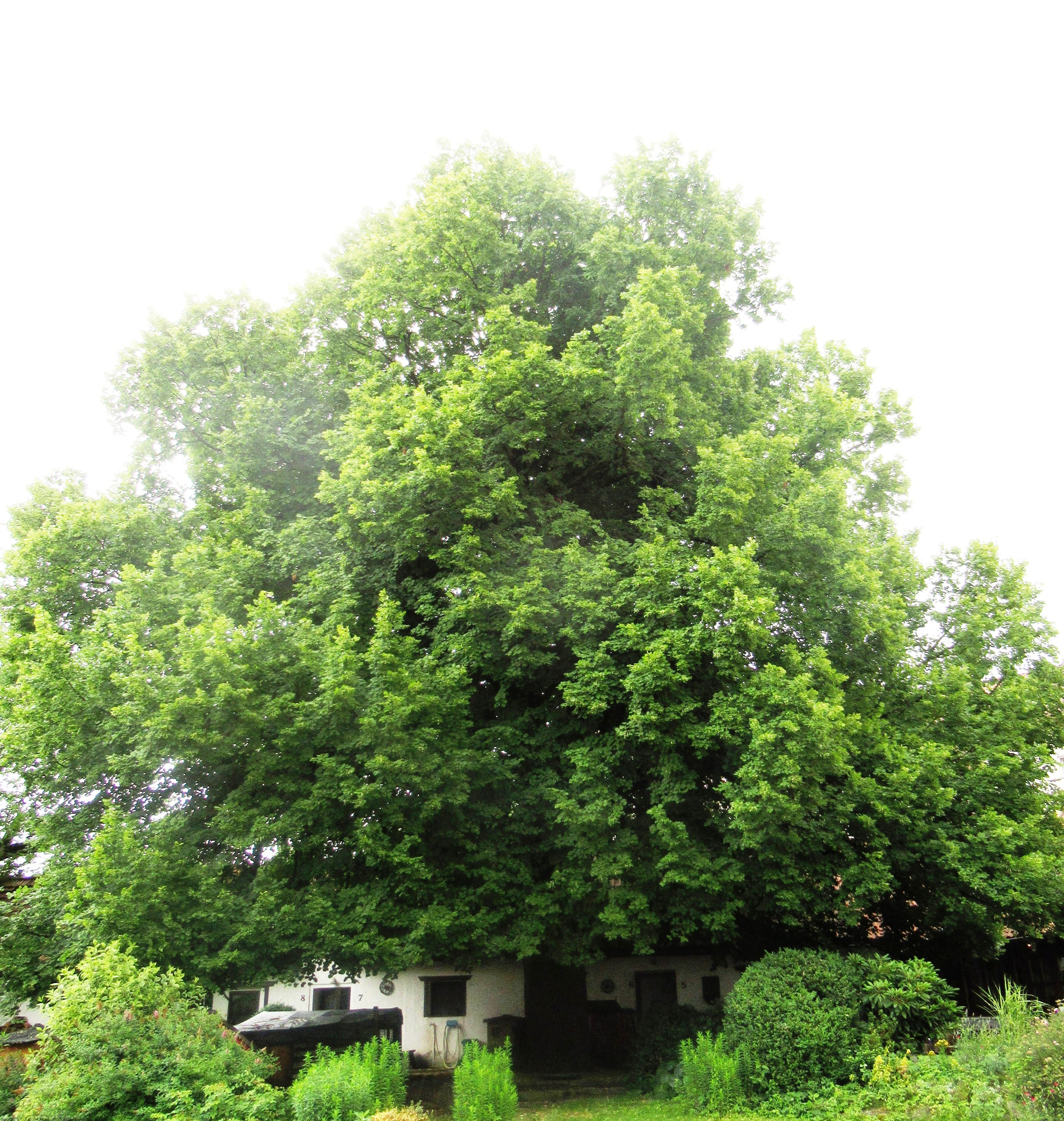
Stolzova lípa ve statku – památný strom